# Carla Bazzanella
Carla Bazzanella (Torino, 6 agosto 1947 – 1º luglio 2022) è stata una linguista italiana.

## Biografia
Dopo la laurea in Lettere classiche all'Università di Torino fu docente di ruolo nelle scuole del capoluogo piemontese, quindi contrattista e ricercatrice presso l'Università di Pavia dal 1976 al 1983.
Rientrata all'ateneo torinese, svolse attività didattica prima per l'insegnamento di Glottologia,  quindi di Filosofia del linguaggio. Dal 2001, come professoressa associata di Linguistica generale, insegnò Linguistica nel triennio e nella laurea magistrale; successivamente, anche Linguistica cognitiva nella laurea magistrale. Andò in pensione nel novembre 2012.
Collaborò con riviste scientifiche come «Journal of Pragmatics», «Pragmatics and Cognition», «Language Sciences», «Paradigmi», «Lexia», «Language and Society».
Fece parte, tra l'altro, della Società di Linguistica Italiana, del Centro Interdipartimentale di Studi Avanzati in Neuroscienze, dell'Associazione Italiana di Scienze Cognitive e dell'International Pragmatics Association.

## Pubblicazioni principali
- C. Bazzanella, La sociolinguistica in classe. Problemi e ricerche nella scuola media dell'obbligo, Roma, Bulzoni, 1980
- C. Bazzanella, Le facce del parlare. Un approccio pragmatico all'italiano parlato, Firenze, La Nuova Italia, 1994
- C. Bazzanella, I segnali discorsivi, in Grande grammatica italiana di consultazione, a cura di L. Renzi, G. Salvi, A. Cardinaletti, Bologna, il Mulino, 1995
- Repetition in Dialogue, a cura di C. Bazzanella, Tübingen, Niemeyer, 1996
- C. Bazzanella, Intrecci lingua e scienze, in I modi di fare scienze, a cura di F. Alfieri, M. Arcà, P. Guidoni, Torino, Bollati Boringhieri, 2000
- Passioni, emozioni, affetti, a cura di C. Bazzanella, P. Kobau, Milano, McGraw e Hill, 2002
- Sul dialogo. Contesti e forme di interazione verbale, a cura di C. Bazzanella, Milano, Guerini, 2002
- C. Bazzanella, Emotions, Language, and Context, in Emotion in Dialogic Interaction, a cura di E. Weigand, Amsterdam, John Benhamins Publishing Company, 2004, pp. 55-72
- C. Bazzanella, Segnali discorsivi e sviluppi conversazionali, in Italiano parlato. Analisi di un dialogo, edd. F. Albano Leoni, R. Giordano, Napoli, Liguori, 2006
- Gender and New Literacy: A Multilingual Analysis, a cura di E. Thüne, S. Leonardi, C. Bazzanella, London, Continuum, 2006
- C. Bazzanella, Il radicamento contestuale della metafora, in Vie della metafora: linguistica, filosofia, psicologia, a cura di C. Casadio, Atti del II Convegno Nazionale del Metaphor Club, Sulmona, Editore Prime Vie, 2008
- C. Bazzanella, L'approccio cognitivo alla metafora nel linguaggio giuridico, in Fondamenti cognitivi del diritto, a cura di R. Caterina, Milano, Bruno Mondadori, 2008
- C. Bazzanella, Linguistica e pragmatica del linguaggio. Un'introduzione, Roma-Bari, Laterza, 2005 (edizione ampliata 2008; V ristampa 2015).
- C. Bazzanella, Numeri per parlare. Da 'quattro chiacchiere' a 'grazie mille', Roma-Bari, Laterza, 2011
- C. Bazzanella, Linguistica cognitiva. Un'introduzione; Roma-Bari, Laterza 2014.